# Llista d'estats sobirans del 1928

## Estats sobirans

### A
- Afganistan – Regne de l'Afganistan
- Albània – República d'Albània (fins a l'1 de setembre)
  -  Albània – Regne d'Albània (des de l'1 de setembre)
- Alemanya – Imperi Alemany
- Andorra – Principat d'Andorra
- Argentina – República de l'Argentina
- Austràlia – Commonwealth d'Austràlia
- Àustria – República d'Àustria

### B
- Bèlgica – Regne de Bèlgica
- Bolívia – República de Bolívia
- Brasil – República dels Estats Units del Brasil
- Bulgària – Regne de Bulgària

### C
- Canadà – Domini del Canadà
- Colòmbia – República de Colòmbia
- Costa Rica– República de Costa Rica
- Cuba – República de Cuba

### D
- Danzig – Ciutat Lliure de Danzig
- Dinamarca – Regne de Dinamarca
- República Dominicana

### E
- Egipte – Regne d'Egipte
- Equador – República de l'Equador
- Eslovàquia – República Eslovaca
- Espanya – Regne d'Espanya
- Estats Units – Estats Units d'Amèrica
- Estònia - República d'Estònia
- Etiòpia – Imperi d'Etiòpia

### F
- Finlàndia – República de Finlàndia
- França – República de França

### G
- Guatemala – República de Guatemala

### H
- Haití – República d'Haití
- Hijaz i Najd – Regne de Hijaz i Najd
- Grècia – República Hel·lènica
- Hondures – República d'Hondures
- Hongria – Regne d'Hongria

### I
- Iemen – Regne Mutawakkilita del Iemen
- Irlanda – Estat Lliure d'Irlanda
- Islàndia – Regne d'Islàndia
- Regne d'Itàlia

### J
- Japó – Imperi del Japó

### L
- Letònia - República de Letònia
- Libèria – República de Libèria
- Liechtenstein – Principat de Liechtenstein
- Lituània – República de Lituània
- Luxemburg – Gran Ducat de Luxemburg

### M
- Mèxic – Estats Units de Mèxic
- Mònaco – Principat de Mònaco
- Mongòlia – República Popular de Mongòlia

### N
- Nepal – Regne del Nepal
- Nicaragua – República de Nicaragua
- Noruega – Regne de Noruega

- Nova Zelanda - Domini de Nova Zelanda

### P
- Països Baixos – Regne dels Països Baixos
- Panamà – República del Panamà
- Paraguai – República del Paraguai
- Pèrsia – Imperi Persa
- Perú – República Peruana
- Polònia – República de Polònia
- Portugal – República Portuguesa

### R
- Regne Unit – Regne Unit de la Gran Bretanya i Irlanda del Nord
- Romania – Regne de Romania

### S
- El Salvador – República del Salvador
- San Marino – Sereníssima República de San Marino
- Regne dels Serbis, Croats i Eslovens
- - Regne de Siam
- Sud-àfrica – Unió de Sud-àfrica
- Suècia – Regne de Suècia
- Suïssa – Confederació suïssa

### T
- Tannú Tuva – República Popular de Tannú Tuva
- Terranova – Domini de Terranova
- Turquia – República de Turquia
- Txecoslovàquia – República Txecoslovaca

### U
- Unió Soviètica – Unió de Repúbliques Socialistes Soviètiques
- Uruguai – República Oriental de l'Uruguai

### V
- Veneçuela – Estats Units de Veneçuela

### X
- Xile – República de Xile
- República de la Xina

## Estats que proclamen la sobirania
- Ararat – República d'Ararat
- Tavolara – Regne de Tavolara
- Tibet – Tibet